# Christopher Finnegan
Christopher „Chris“ Martin Finnegan, MBE (* 5. Juni 1944 in Uxbridge; † 2. März 2009 in London) war ein britischer Boxer. Er war Olympiasieger 1968 im Mittelgewicht, sowie als Halbschwergewichts-Profi mehrfacher Britischer Meister und Commonwealth Meister, Träger des Lonsdale Belt, EBU-Europameister und WM-Herausforderer.

## Amateurkarriere
Christopher Finnegan trainierte im Hayes Boxing Club und wurde 1966 Britischer Meister im Mittelgewicht, sowie 1967 Britischer Vizemeister in derselben Gewichtsklasse. Bei der Europameisterschaft 1967 in Rom schied er in der Vorrunde gegen Jan Hejduk aus.
Obwohl er bei den Britischen Meisterschaften 1968 aufgrund einer Cut-Verletzung im Halbfinale ausgeschieden war, wurde er umstritten für das Olympiateam nominiert und konnte bei den Olympischen Sommerspielen 1968 in Mexiko-Stadt starten. Er besiegte dort Titus Simba aus Tansania (5:0), Ewald Wichert aus Deutschland (3:2), Mate Parlov aus Jugoslawien (5:0), Alfred Jones aus den USA (4:1) und im Finale Alexei Kisseljow aus der Sowjetunion (3:2), wurde damit der einzige Medaillengewinner des britischen Boxteams und darüber hinaus der erste britische Mittelgewichts-Olympiasieger im Boxen seit Harry Mallin 1924.

## Profikarriere
Nach dem Erfolg bei den Olympischen Spielen erhielt er vom Promoter Harry Levene einen Profivertrag und wurde von Freddie Hill trainiert. Er gewann sein Debüt noch im Dezember 1968 und wurde am 24. Januar 1971 mit einem Sieg gegen Eddie Avoth jeweils Britischer Meister und Commonwealth Meister im Halbschwergewicht.
Am 1. Februar 1972 gewann er zudem den EBU-Europameistertitel im Halbschwergewicht durch einen einstimmigen Punktsieg gegen den Deutschen Konrad Velensek. Die Begegnung war ein Rückkampf vom 5. Mai 1971, welche damals mit einem Unentschieden geendet hatte. Im Juni 1972 verteidigte er den EBU-Titel durch KO gegen den Niederländer Jan Lubbers.
Den bedeutendsten Kampf bestritt er am 26. September 1972 gegen den US-Amerikaner Bob Foster um die WM-Gürtel der WBA und WBC im Halbschwergewicht (Undisputed Championship), den er durch KO in der 14. Runde verlor. Aufgrund des schlagstarken und über Strecken ausgeglichen wirkenden Kampfes wurde das Duell zum Ring Magazine Kampf des Jahres gewählt. Bob Foster, der als einer der besten Halbschwergewichtler aller Zeiten gilt und 1990 Aufnahme in die Hall of Fame fand, bezeichnete Finnegan in späteren Interviews als den besten Gegner seiner Karriere.
In seinem nächsten Kampf, am 14. November 1972, verlor er den EBU-Gürtel durch eine TKO-Niederlage in Runde 12 an den Deutschen Rüdiger Schmidtke, wurde jedoch am 13. März 1973 mit einem Sieg gegen Roy John erneut Britischer- und Commonwealth Meister im Halbschwergewicht. Nach einem Sieg gegen den US-Amerikaner Brian Kelly, der unter anderem ebenfalls WM-Herausforderer von Bob Foster gewesen war, verlor er die beiden Titel am 22. Mai 1973 an John Conteh, der zu diesem Zeitpunkt den EBU-Titel hielt.
Nach einem Sieg gegen den US-Amerikaner Mike Quarry, ebenfalls ein WM-Herausforderer von Bob Foster, verlor er im Mai 1974 einen Rückkampf gegen John Conteh. Seinen letzten Kampf bestritt Finnegan am 14. Oktober 1975 und wurde mit einem Sieg gegen Johnny Frankham erneut Britischer Meister im Halbschwergewicht.

## Sonstiges
Christopher Finnegan wuchs mit sieben Geschwistern in der Cowley Road von Uxbridge auf, sein jüngerer Bruder Kevin Finnegan war ebenfalls Boxer und zweifacher EBU-Europameister.
Von 1999 bis 2009 war er Präsident des Hayes Boxing Club.
Der verheiratete Vater von vier Töchtern und einem Sohn starb 2009 im Alter von 64 Jahren an den Folgen einer Lungenentzündung.